# أبو الخطاب الكلوذاني
أَبُو الْخَطَّابِ مَحْفُوظُ بْنُ أَحْمَدَ بْنِ حَسَنِ بْنِ أَحْمَدَ الْكَلْوَذَانِيُّ الْبَغْدَادِيُّ الْأَزَجِيُّ الْحَنْبَلِيُّ ويُعرف اختصارًا بـ أبي الخطاب الكلوذاني (2 شوال 432 – 23 جمادى الآخرة 510هـ / 1041 – 1116م) شيخ الحنابلة في عصره، وتلميذ القاضي أبو يعلى بن الفراء.

## سيرته
ولد في سنة 432 هـ. وسمع من أبي محمد الجوهري، وأبي علي محمد بن الحسين الجازري، وأبي طالب العشاري وجماعة، وروى كتاب الجليس والأنيس عن الجازري عن مؤلفه المعافى. روى عنه: ابن ناصر، والسلفي، وأبو المعمر الأنصاري، والمبارك بن خضير، وأبو الكرم بن الغسال، وتخرج به الأصحاب وصنف التصانيف.

## قالوا عنه
- قال أبو الكرم بن الشهرزوري: « كان إلكيا إذا رأى أبا الخطاب الكلوذاني مقبلا قال قد جاء الجبل».
- قال أبو بكر بن النقور: «كان إلكيا الهراسي إذا رأى أبا الخطاب قال قد جاء الفقه».
- قال السلفي : «هو ثقة رضي من أئمة أصحاب أحمد».
- قال بعض السلف: «كان مفتيا صالحا عابدا ورعا، حسن العشرة، له نظم رائق، وله كتاب الهداية وكتاب رؤوس المسائل وكتاب أصول الفقه.»
- قال الذهبي: «كان أبو الخطاب من محاسن العلماء، خيرا صادقا، حسن الخلق، حلو النادرة، من أذكياء الرجال، روى الكثير، وطلب الحديث وكتبه، ولابن كليب منه إجازة».
- قال ابن النجار: «درس الفقه على أبي يعلى، وقرأ الفرائض على الوني، وصار إمام وقته وشيخ عصره، وصنف في المذهب والأصول والخلاف والشعر الجيد».

## مؤلفاته
- التمهيد: في أصول الفقه.
- الانتصار في المسائل الكبار.
- رؤوس المسائل.
- الهداية: في الفقه.
- التهذيب.
- عقيدة أهل الأثر.[وب 1]

## وفاته
توفي أبو الخطاب في الثالث والعشرين من جمادى الآخرة سنة 510 هـ.

### فهرس المراجع
منشورات
1. 1 2  الكلوذاني (1985)، ص. 39.
2. 1 2 3  الكلوذاني (1985)، ص. 40.
3. 1 2  الزركلي (2002)، ج. 5، ص. 291.
4. 1 2 3  الكلوذاني (1985)، ص. 65.
5. ↑  الكلوذاني (1985)، ص. 55.
6. ↑  الكلوذاني (1985)، ص. 19.
7. ↑  الكلوذاني (1985)، ص. 41.
8. ↑  الكلوذاني (1985)، ص. 44.
9. ↑  الكلوذاني (1985)، ص. 62.
10. ↑  الذهبي (1985)، ج. 19، ص. 348.

مواقع وب
1. ↑  أبو الخطاب الكلوذاني المكتبة الشاملة. وصل لهذا المسار في 30 أبريل 2016 نسخة محفوظة 21 يوليو 2017 على موقع واي باك مشين.

### بيانات المراجع (مُرتَّبة حسب تاريخ النشر)
- شمس الدين الذهبي (1985)، سير أعلام النبلاء، تحقيق: شعيب الأرنؤوط، مجموعة (ط. 1)، بيروت: مؤسسة الرسالة، OCLC:4770539064، QID:Q113078038
- محفوظ بن أحمد بن الحسن أَبُو الخطاب الكَلْوَذَاني الحنبلي (1985). التمهيد في أصول الفقه. مفيد محمد أبو عمشة (ط. 1). معهد البحوث العلمية وإحياء التراث الإسلامي ودار المدني للطباعة والنشر والتوزيع. ج. 1. مؤرشف من الأصل في 2025-04-15.
- خير الدين الزركلي (2002)، الأعلام: قاموس تراجم لأشهر الرجال والنساء من العرب والمستعربين والمستشرقين (ط. 15)، بيروت: دار العلم للملايين، OCLC:1127653771، QID:Q113504685